# Lamarck Island, Antarktis
Lamarck Island är en ö i Antarktis. Den ligger i havet utanför Östantarktis. Frankrike gör anspråk på området.